# Pedro Passos Coelho
Pedro Manuel Passos Coelho (Coimbra, 24 de juliol de 1964) és un polític portuguès, economista i administrador d'empreses, líder del Partit Social Demòcrata, que ha estat primer ministre de Portugal entre 2011 i 2015.

## Biografia
Als catorze anys es va unir a la Joventut Social Demòcrata; en va ser membre del Consell Nacional, entre 1980 i 1982, i va arribar a la presidència de la Comissió Política el 1990, ocupant el càrrec fins al 1995. Es va matricular en matemàtiques a la Facultat de Ciències de la Universitat de Lisboa, però no va acabar els estudis. Va ser diputat a l'Assemblea de la República Portuguesa, per la circumscripció de Lisboa entre 1991 i 1999, on es va unir a l'Assemblea Parlamentària de l'OTAN fins a 1995 i va ser vicepresident del Grup parlamentari del Partit Socialdemòcrata de 1996 a 1999. Va ser candidat a l'alcaldia d'Amadora i en va ser elegit regidor entre 1997 i 2001.
Als trenta-sis anys es va graduar en Economia a la Universitat Lusíada de Lisboa, el 2001. El 2004 va ingressar en el Grup Fomentinvest, i en va ser el braç dret d'Angelo Correia. En va ser director financer fins a 2006 i membre del Comitè Executiu des del 2007 fins al 2009, al mateix temps que va presidir el Consell d'Administració de les participants CRH i Ribatejo Tajo, a partir de 2005 i 2007, respectivament. També a partir de 2007 va ensenyar a l'Institut Superior de Ciències de l'Educació.
Passos Coelho va ser cofundador del Moviment Pensar Portugal el 2001. També va ocupar la vicepresidència de la Comissió Política Nacional del Partit Socialdemòcrata (PSD), sota la direcció de Luis Marques Mendes, de 2005 a 2006, i va ser president del Consell Municipal de Vila Real, des de l'any 2005. El maig de 2008 va concórrer per primera vegada per a la presidència del PSD, proposant una revisió del programa polític plantejant una orientació neoliberal. Va ser derrotat per Manuela Ferreira Leite. Davant aquest resultat, va fundar amb un grup de simpatitzants, el la laboratori d'idees (think-tank) Construir Idéias. El gener de 2010 va treure el llibre Mudar (Canviar) i va ser candidat per a les eleccions de març de 2010. Va ser elegit president del PSD el 26 març 2010 després de la renúncia de Ferreira per la derrota del partit a les eleccions legislatives portugueses de 2009.

### Primer ministre
Després de la victòria a les eleccions legislatives portugueses de 2011 va ser primer ministre formant un govern de coalició amb el CDS-Partit Popular (CDS-PP), El seu govern va estar marcat per l'aplicació del paquet d'austeritat aprovat pel govern de José Sócrates, amb una reducció de la despesa primària i l'estímul de les exportacions. Durant el seu mandat es va arribar al nombre més alt d'emigrants portuguesos de la història, amb 134.624 persones registrades amb residència permanent a l'estranger el 2014.
En les eleccions celebrades el 4 d'octubre de 2015 el seu grup torna a guanyar amb una ajustada victòria 36.86%, per davant del d'António Costa, amb un 32.31%. Malgrat tot, la suma dels seus vots estava per sota dels de l'oposició, que formaven una nova majoria parlamentària. El president Cavaco Silva nomenà en un primer moment Passos Coelho, però el seu govern és derrotat en una moció de censura i després d'una segona ronda de contactes el socialista António Costa esdevé el nou primer ministre de Portugal.

### Després del govern
El 13 de gener de 2018, Rui Rio va rellevar-lo com a líder del partit.